# Operation Take Back Hip Hop
Operation Take Back Hip Hop – wspólny album rapera o pseudonimie Craig G i producenta o pseudonimie Marley Marl. Został wydany 17 czerwca 2008 przez wytwórnię Traffic Entertainment / Good Hands. Gościnnie pojawili się na nim Talib Kweli, KRS-One, Cormega, Sadat X, Will Pack oraz Rakaa. 

## Lista utworów
Opracowano na podstawie źródła.
1. "Intro"
2. "Reintroduction"
3. "Quality Work" (gość. Will Pack, Rakaa)
4. "Made The Change"
5. "Deep Down"
6. "We Gets It In" (gość. Talib Kweli)
7. "Just What I Need"
8. "All Seasons"
9. "War Going On" (gość. Cormega)
10. "Skates"
11. "Stay In Ya Lane" (gość. Sadat X)
12. "Open Ya Eyes"
13. "Regrets"
14. "Not A Word"
15. "Rock Dis" (gość. KRS-One)
16. "Don't Make Me Laugh"
17. "The Day Music Died / How Bout The Mic" (utwór dodatkowy)